# Gino Coppedè

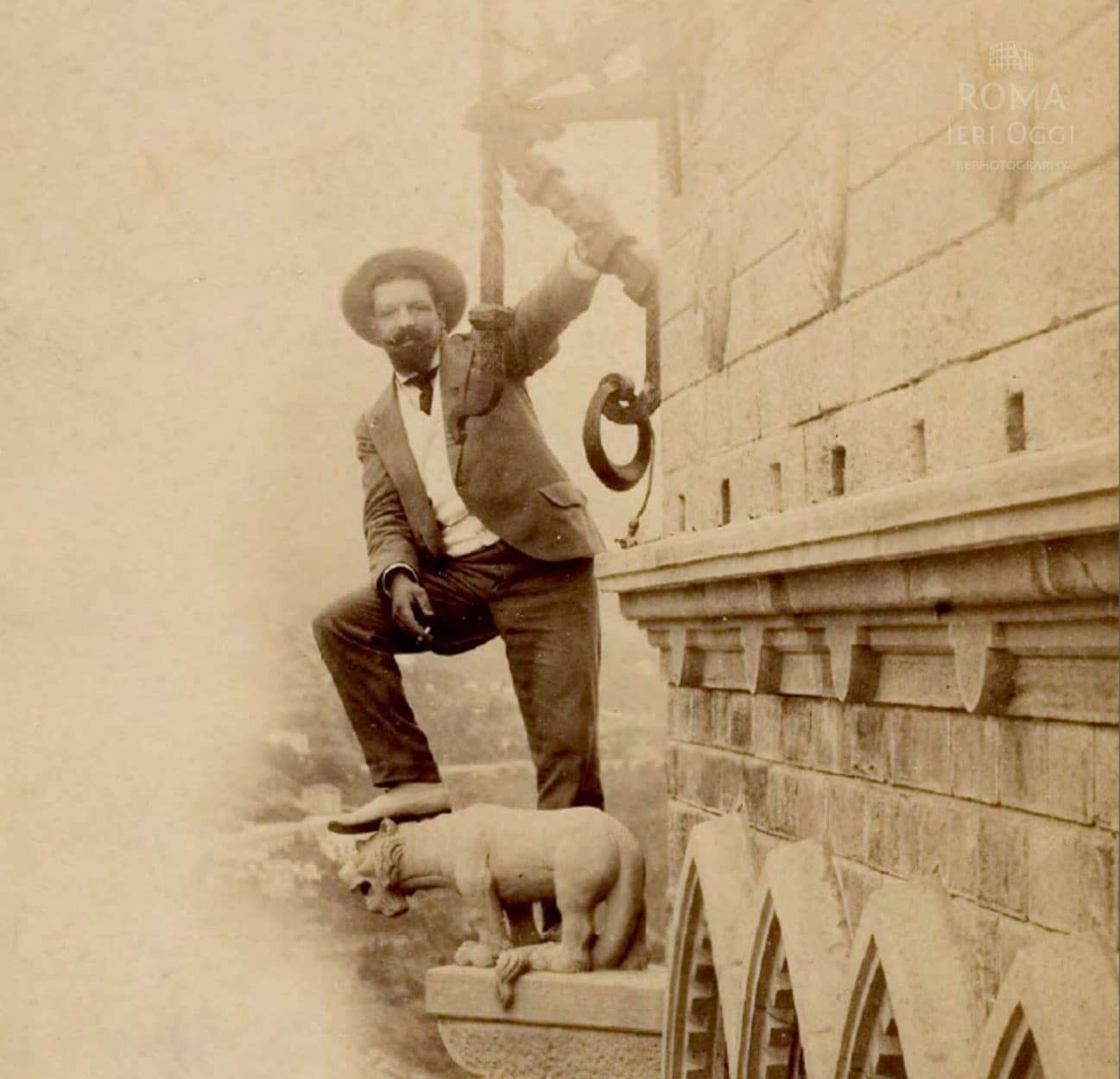
Gino Coppedè (um 1900)

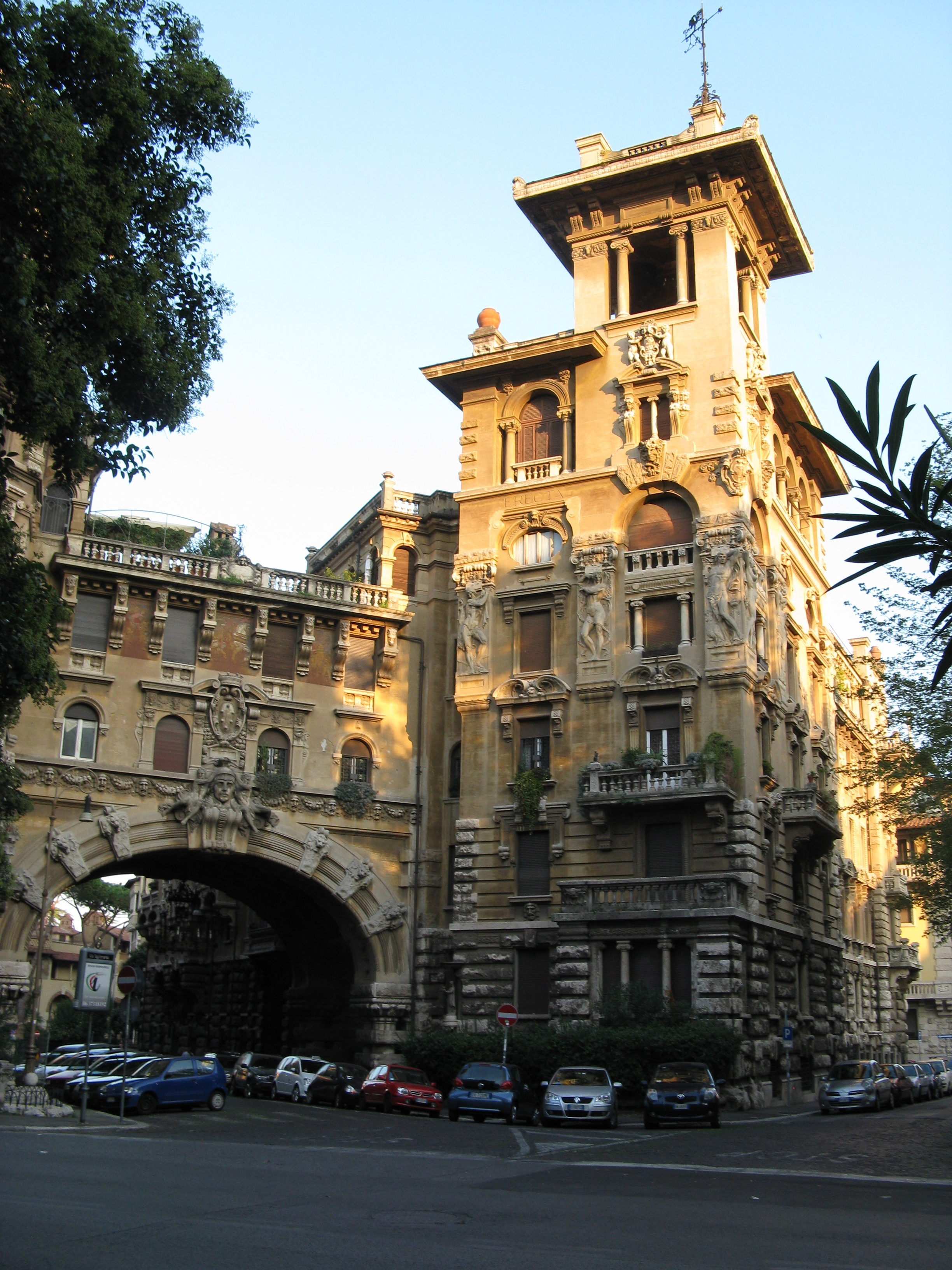
Eingang zum Quartiere Coppedè in Richtung Piazza Mincio, Quartiere Trieste, Rom

Gino Coppedè (* 28. September 1866 in Florenz; † 20. September 1927 in Rom) war ein italienischer Möbeldesigner und Architekt.

## Leben
In der Werkstatt seines Vaters erlernte Coppedè den Beruf des Möbeldesigners und studierte später Architektur. Von 1893 bis 1905 baute er für den exzentrischen Florentiner Bankier Evan Mackenzie in Genua eine Villa aus dem 16. Jahrhundert mit Seitenflügeln, Türmchen und allerlei Zierrat in eine neogotische Phantasieburg um.
Zwischen 1915 und 1926 entwickelte er für die Società Anonima Cooperativa Edilizia Moderna ein mehr als 30.000 Quadratmeter großes Areal im römischen Stadtteil Trieste. Die Società ließ ihm dabei freie Hand, und so entstand ein Wohnviertel der besonderen Art: die hier entstandene Architektur lehnt sich an den Liberty-Stil an, die italienische Richtung des Jugendstils, übersteigert ihn jedoch mit einem phantasievollen und überaus üppigen eklektischen Stilmix aus Jugendstil, Barock, Manierismus und selbst mittelalterlichen Elementen.
Zwischen der alten Stadtmauer und dem Park der Villa Ada entstand in der Nähe der Piazza Buenos Aires ein Kleinod, 18 Palazzi und 27 Villen waren geplant, etwa die Hälfte wurde bis 1926 realisiert. Rund um die Piazza Mincio und die Fontana delle Rane (Froschbrunnen) findet man heute Botschaften und Firmensitze, aber auch exklusive Wohnungen.
1927, ein Jahr nach dem Abschluss des Hauptteiles „seines“ Stadtviertels, starb Gino Coppedè im Alter von 61 Jahren.